# Ledermanniella tenax
Ledermanniella tenax là một loài thực vật có hoa trong họ Podostemaceae. Loài này được (C.H.Wright) C.Cusset mô tả khoa học đầu tiên năm 1974.